# Auxant
Auxant är en kommun i departementet Côte-d'Or i regionen Bourgogne-Franche-Comté i östra Frankrike. Kommunen ligger i kantonen Bligny-sur-Ouche som tillhör arrondissementet Beaune. År 2022 hade Auxant 83 invånare.

## Befolkningsutveckling
Antalet invånare i kommunen Auxant
Referens:INSEE